# Уваровский район
Ува́ровский райо́н — административно-территориальная единица (район) и муниципальное образование (муниципальный район) на юго-востоке Тамбовской области России.
Административный центр — город Уварово (в состав района не входит).

## География
Площадь 1141 км². Граничит на западе с Жердевским, на северо-западе — с Ржаксинским, на северо-востоке — с Инжавинским, на востоке — с Мучкапским районами Тамбовской области, а на юге — с Воронежской областью.

## История
30 июля 1928 года Постановлением ВЦИК и СНК РСФСР была утверждена сеть районов Тамбовского округа Центрально-Чернозёмной области и образован Уваровский район.
30 октября 1959 года к Уваровскому району были присоединены части территорий упразднённых Каменского и Шпикуловского районов.

## Население
| 2002   | 2009    | 2010    | 2012    | 2013    | 2014    | 2015    | 2016    | 2017  |
| ------ | ------- | ------- | ------- | ------- | ------- | ------- | ------- | ----- |
| 12 737 | ↘11 521 | ↘11 221 | ↘10 934 | ↘10 693 | ↘10 393 | ↘10 259 | ↘10 109 | ↘9881 |
| 2018   | 2019    | 2020    | 2021    | 2025    |         |         |         |       |
| ↘9829  | ↘9601   | ↘9522   | ↘9437   | ↘8997   |         |         |         |       |

### Национальный состав
По итогам переписи населения 2020 года проживали следующие национальности (национальности менее 0,1 % и другое, см. в сноске к строке «Другие»):
| Национальность | Численность, чел. | Доля     |
| -------------- | ----------------- | -------- |
| Русские        | 8227              | 87,18 %  |
| Татары         | 417               | 4,42 %   |
| Украинцы       | 43                | 0,46 %   |
| Таджики        | 40                | 0,42 %   |
| Армяне         | 35                | 0,37 %   |
| Агулы          | 15                | 0,16 %   |
| Азербайджанцы  | 10                | 0,11 %   |
| Другие         | 650               | 6,88 %   |
| Итого          | 9437              | 100,00 % |

## Административное деление
Уваровский район как административно-территориальное образование включает 7 сельсоветов.
В Уваровский район как муниципальное образование со статусом муниципального района входят 7 муниципальных образований со статусом сельских поселений:
| № | Муниципальное образование     | Административный центр | Количество населённых пунктов | Население (чел.) | Площадь (км²) |
| - | ----------------------------- | ---------------------- | ----------------------------- | ---------------- | ------------- |
| 1 | Берёзовский сельсовет         | село Берёзовка         | 8                             | ↗1035            | 173,21        |
| 2 | Верхнешибряйский сельсовет    | село Верхний Шибряй    | 9                             | ↘1129            | 129,73        |
| 3 | Лучёвский сельсовет           | посёлок Луч            | 2                             | ↗793             | 75,32         |
| 4 | Моисеево-Алабушский сельсовет | село Моисеево-Алабушка | 7                             | ↘1943            | 191,43        |
| 5 | Нижнешибряйский сельсовет     | село Нижний Шибряй     | 19                            | ↘1995            | 211,42        |
| 6 | Павлодарский сельсовет        | село Павлодар          | 5                             | ↘712             | 121,98        |
| 7 | Подгорненский сельсовет       | село Подгорное         | 9                             | ↘1830            | 238,40        |

В рамках организации местного самоуправления в 2004 году на территории района были созданы 11 муниципальных образований со статусом сельских поселений (сельсоветов).
В 2009 году упразднённый Вольновершинский сельсовет включён в Подгорненский сельсовет; Лебяжьевский — в Нижнешибряйский сельсовет, в 2010 году упразднённый Чуево-Алабушский сельсовет включён в Моисеево-Алабушский сельсовет, в 2013 году упразднённый Верхнечуевский сельсовет включён в Подгорненский сельсовет.

## Населённые пункты
В Уваровском районе 59 населённых пунктов (все — сельские).
| №  | Населённый пункт   | Тип     | Население | Муниципальное образование     |
| -- | ------------------ | ------- | --------- | ----------------------------- |
| 1  | Алаторка           | село    | ↘134      | Нижнешибряйский сельсовет     |
| 2  | Александровка      | село    | ↘220      | Верхнешибряйский сельсовет    |
| 3  | Александровка 1-я  | село    | ↘18       | Павлодарский сельсовет        |
| 4  | Берёзовка          | село    | ↘506      | Берёзовский сельсовет         |
| 5  | Бокино             | деревня | 64        | Верхнешибряйский сельсовет    |
| 6  | Бокинский          | посёлок | 60        | Нижнешибряйский сельсовет     |
| 7  | Васильевка         | посёлок | 53        | Верхнешибряйский сельсовет    |
| 8  | Верхнее Чуево      | село    | ↘516      | Подгорненский сельсовет       |
| 9  | Верхний Шибряй     | село    | ↘339      | Верхнешибряйский сельсовет    |
| 10 | Вишняковка         | деревня | ↗184      | Верхнешибряйский сельсовет    |
| 11 | Вольная Вершина    | село    | ↘511      | Подгорненский сельсовет       |
| 12 | Горельский         | посёлок | 15        | Нижнешибряйский сельсовет     |
| 13 | Графский 2-й       | посёлок | 7         | Берёзовский сельсовет         |
| 14 | Григорьевка 2-я    | деревня | ↘118      | Павлодарский сельсовет        |
| 15 | Гусевский          | посёлок | 4         | Нижнешибряйский сельсовет     |
| 16 | Гусиное Стойло     | посёлок | 21        | Подгорненский сельсовет       |
| 17 | Дмитриевка         | деревня | 8         | Павлодарский сельсовет        |
| 18 | Ивановка           | деревня | ↘480      | Берёзовский сельсовет         |
| 19 | Канино             | село    | ↘232      | Нижнешибряйский сельсовет     |
| 20 | Красное Знамя      | село    | 72        | Нижнешибряйский сельсовет     |
| 21 | Красный            | посёлок | 32        | Берёзовский сельсовет         |
| 22 | Красный Кордон     | посёлок | 6         | Нижнешибряйский сельсовет     |
| 23 | Красный Самолет    | посёлок | 17        | Моисеево-Алабушский сельсовет |
| 24 | Кузнецовка         | посёлок | 61        | Подгорненский сельсовет       |
| 25 | Лебяжье            | село    | ↗267      | Нижнешибряйский сельсовет     |
| 26 | Луч                | посёлок | ↘499      | Лучёвский сельсовет           |
| 27 | Масловка           | деревня | 34        | Павлодарский сельсовет        |
| 28 | Матросовский       | посёлок | 22        | Нижнешибряйский сельсовет     |
| 29 | Можаровка          | посёлок | 41        | Нижнешибряйский сельсовет     |
| 30 | Моздок             | деревня | ↘103      | Берёзовский сельсовет         |
| 31 | Моисеево           | село    | ↘476      | Подгорненский сельсовет       |
| 32 | Моисеево-Алабушка  | село    | ↘1069     | Моисеево-Алабушский сельсовет |
| 33 | Мосоловка          | посёлок | 15        | Нижнешибряйский сельсовет     |
| 34 | Некрасовский       | посёлок | 34        | Нижнешибряйский сельсовет     |
| 35 | Нижний Шибряй      | село    | ↗1115     | Нижнешибряйский сельсовет     |
| 36 | Новая              | деревня | ↘48       | Верхнешибряйский сельсовет    |
| 37 | Ольшанка           | село    | ↗362      | Верхнешибряйский сельсовет    |
| 38 | Ольшанские Выселки | посёлок | 26        | Верхнешибряйский сельсовет    |
| 39 | Павлодар           | село    | ↘699      | Павлодарский сельсовет        |
| 40 | Подгорное          | село    | 108       | Подгорненский сельсовет       |
| 41 | Покровка           | посёлок | 18        | Нижнешибряйский сельсовет     |
| 42 | Покровка-Казинка   | посёлок | 3         | Нижнешибряйский сельсовет     |
| 43 | Прогресс           | посёлок | 49        | Берёзовский сельсовет         |
| 44 | Редкий Куст        | посёлок | 89        | Нижнешибряйский сельсовет     |
| 45 | Репное             | село    | ↘272      | Моисеево-Алабушский сельсовет |
| 46 | Рогатый Пруд       | посёлок | 5         | Моисеево-Алабушский сельсовет |
| 47 | Сабуровский        | посёлок | 17        | Берёзовский сельсовет         |
| 48 | Сибирский          | посёлок | 6         | Нижнешибряйский сельсовет     |
| 49 | Софьевка           | посёлок | 71        | Верхнешибряйский сельсовет    |
| 50 | Средний Шибряй     | село    | ↘66       | Нижнешибряйский сельсовет     |
| 51 | Средняя Яруга      | деревня | 71        | Моисеево-Алабушский сельсовет |
| 52 | Трескинский        | посёлок | 36        | Нижнешибряйский сельсовет     |
| 53 | Украинцев          | посёлок | 12        | Берёзовский сельсовет         |
| 54 | Ульяновка          | деревня | ↘319      | Моисеево-Алабушский сельсовет |
| 55 | Чащинские Дворики  | село    | ↘120      | Подгорненский сельсовет       |
| 56 | Чуево-Алабушка     | село    | ↘549      | Моисеево-Алабушский сельсовет |
| 57 | Чуево-Подгорное    | деревня | 450       | Подгорненский сельсовет       |
| 58 | Чуевские Прудки    | посёлок | 1         | Подгорненский сельсовет       |
| 59 | Энгуразово         | село    | ↘471      | Лучёвский сельсовет           |

### Упразднённые населённые пункты
В 2004 г. посёлки Лопатино и Красный Октябрь включены в состав села Лебяжье.
В 2017 г. упразднены посёлки Ивановское Товарищество Берёзовского сельсовета и Крутые Сланцы Подгорненского сельсовета.
В 2018 году упразднены: деревня Павловка Павлодарского сельсовета, хутор Солопов, посёлки Орлянкин, Родничок и Спирин Моисеево-Алабушского сельсовета, деревня Новосёлок  Верхнешибряйского сельсовета.

## Известные уроженцы
- Бармин, Илья Елизарович (1916 — пропал без вести 1943) — командир танковой роты, младший политрук. Герой Советского Союза. Звание присвоено 12 апреля 1942 года за бои на волоколамском направлении под Москвой. Родился в селе Репное.
- Ломакин, Яков Миронович (1904—1958) — советский дипломат, журналист. Родился в селе Нижний Шибряй.
- Розай, Георгий Альфредович (1887—1917) — русский артист балета. Родился в селе Ивановское.